# Nidularia
Nidularia Fr. (gniazdnica) – rodzaj grzybów z rzędu pieczarkowców (Agaricales). W Polsce występuje jeden gatunek.

## Charakterystyka
Grzyby o kulistym owocniku, wewnątrz którego znajdują się krążkowate perydiole. Brak epifragmy, perydiole wydostają się z owocnika po pęknięciu okrywy zewnętrznej.

## Systematyka i nazewnictwo
Pozycja w klasyfikacji według Index Fungorum: Incertae sedis, Agaricales, Agaricomycetidae, Agaricomycetes, Agaricomycotina, Basidiomycota, Fungi.
Polską nazwę nadał Stanisław Chełchowski w 1898 r. Synonim: Granularia Roth.
Niektóre gatunki:
- Nidularia bonaerensis Speg. 1880
- Nidularia campoi Speg. 1921
- Nidularia candida Peck 1893
- Nidularia deformis (Willd.) Fr. 1817 – gniazdnica kulista, gniazdnica wtłoczona
- Nidularia griseolazulina Lindsey & Gilb. 1975
- Nidularia heribaudii Har. & Pat. 1904
- Nidularia heterospora Sosin 1960
- Nidularia microspora Velen. 1939

Nazwy naukowe na podstawie Index Fungorum. Nazwy polskie według Władysława Wojewody.